# Adagalale, Sagar
Adagalale là một làng thuộc tehsil Sagar, huyện Shimoga, bang Karnataka, Ấn Độ.